# 塔兰托
塔兰托（義大利語：Taranto，義大利語發音：[ˈtaːranto] ⓘ）位于意大利南部伊奥尼亚海塔兰托湾畔，是塔兰托省的首府，也是意大利重要的商港和海军基地。

## 歷史
塔蘭托是於古希臘時代，由古希臘人建立，當時只是殖民地。後來古希臘與古羅馬在普利亞大區展開多場戰爭。最後在公元前122年，古羅馬人於塔蘭托附近成立殖民地；公元前89年，塔蘭托被古羅馬吞併，成為羅馬帝國下的一個自治市。
在中世紀時代，塔蘭托是被倫巴底人所統治，到公元662年被贝内文托公国所攻佔。在公元八世紀，北非的柏柏爾人經常侵犯塔蘭托和意大利南部一帶。到1063年，被諾曼人所征服，塔蘭托成為諾曼底公國的首都，國祚有377年。
1465年，公國與那不勒斯王國合併，為後者一部分。至1861年，塔蘭托與那不勒斯王國，一同被併入意大利王國。
1940年11月，二次大戰初期，英國皇家海軍對塔兰托的義大利皇家海軍設施進行了在歷史上首次航空母艦艦載機對海軍艦隻的進攻，是為塔兰托戰役。後來日本帝國海軍於1941年對美國發動的珍珠港攻擊即參考了此次戰役。

## 地理
塔蘭托面向愛奧尼亞海，屬於平原地區，離海拔大約14.5米高。它的特點是由三個天然半島和一個人工島組成，而後者是靠挖一條溝渠形成，並有一個潟湖。而人工島則分隔著大海和裡的潟湖。

## 經濟
塔蘭托自古是重要的商貿港口，目前在城市西面設有貨櫃碼頭；另也有工業，以鋼鐵、煉油、機械、造船和食品加工為主。

## 环境问题
1991年，环境部宣布塔兰托为高环境风险地区。这是该地区工厂向空气中排放污染物的后果，其中最引人注目的是隶属于里瓦集团（Gruppo Riva）的ILVA钢铁厂。塔兰托7%的污染来自公众生活，93%来自工厂。2005年，欧洲污染物排放登记册估计，塔兰托ILVA钢铁厂的二恶英排放量占意大利报告总排放量的83%。每年该城市都会受到2.7 t（2.7 long ton；3.0 short ton）的一氧化碳和57.7 t（56.8 long ton；63.6 short ton）的二氧化碳的污染。2014年，意大利国家排放及其来源研究所称，塔兰托是世界上污染最严重的城市，仅次于中国的临汾和罗马尼亚的米卡普萨，这两个城市因工厂排放而成为世界上污染最严重的城市。
尤其是该市，产生了意大利92%的二恶英。这占欧洲二恶英总量的8.8%。1995年至2004年间，白血病、骨髓瘤和淋巴瘤的发病率增加了30%至40%。二恶英会逐年累积。超过9公斤工厂向城市空气中排放了约100万公吨的二恶英。ILVA工厂周围20公里范围内禁止放牧。
2013 年，ILVA工厂的所有者Riva 家族被指控未能防止有毒排放，因此被置于特别管理之下。造成至少400人过早死亡。一氧化碳、二氧化碳和二恶英的排放量均有所减少。曾经离开的动物物种也回归了，包括燕子、鹤类、海豚、海马和珊瑚礁。
需要确定塔兰托是否是世界污染最严重的第三大城市，或者现在在2014年它是否不是。可能需要日期

## 友好城市
- 布雷斯特
- 顿涅茨克[註 1]
- 伊斯兰堡
- 匹兹堡
- 阿夸维瓦德莱丰蒂
- 斯巴达
- 阿利坎特

## 圖片

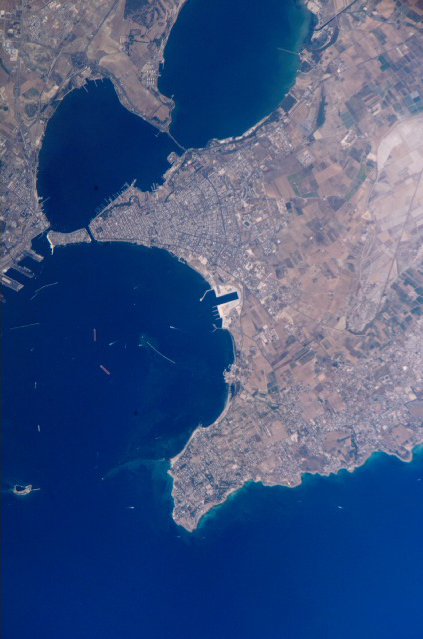
衛星圖
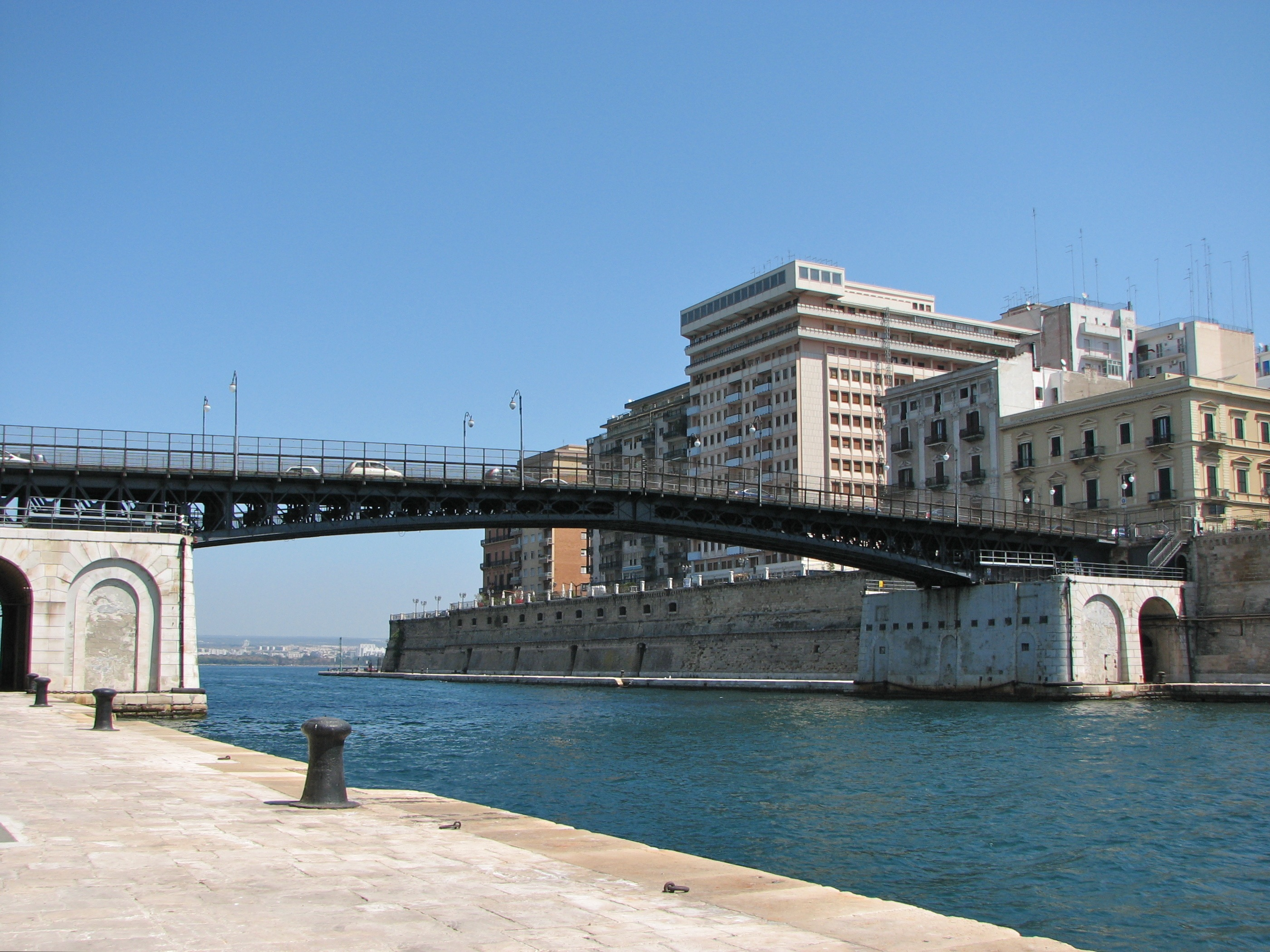
通往內陸湖和外海的河渠
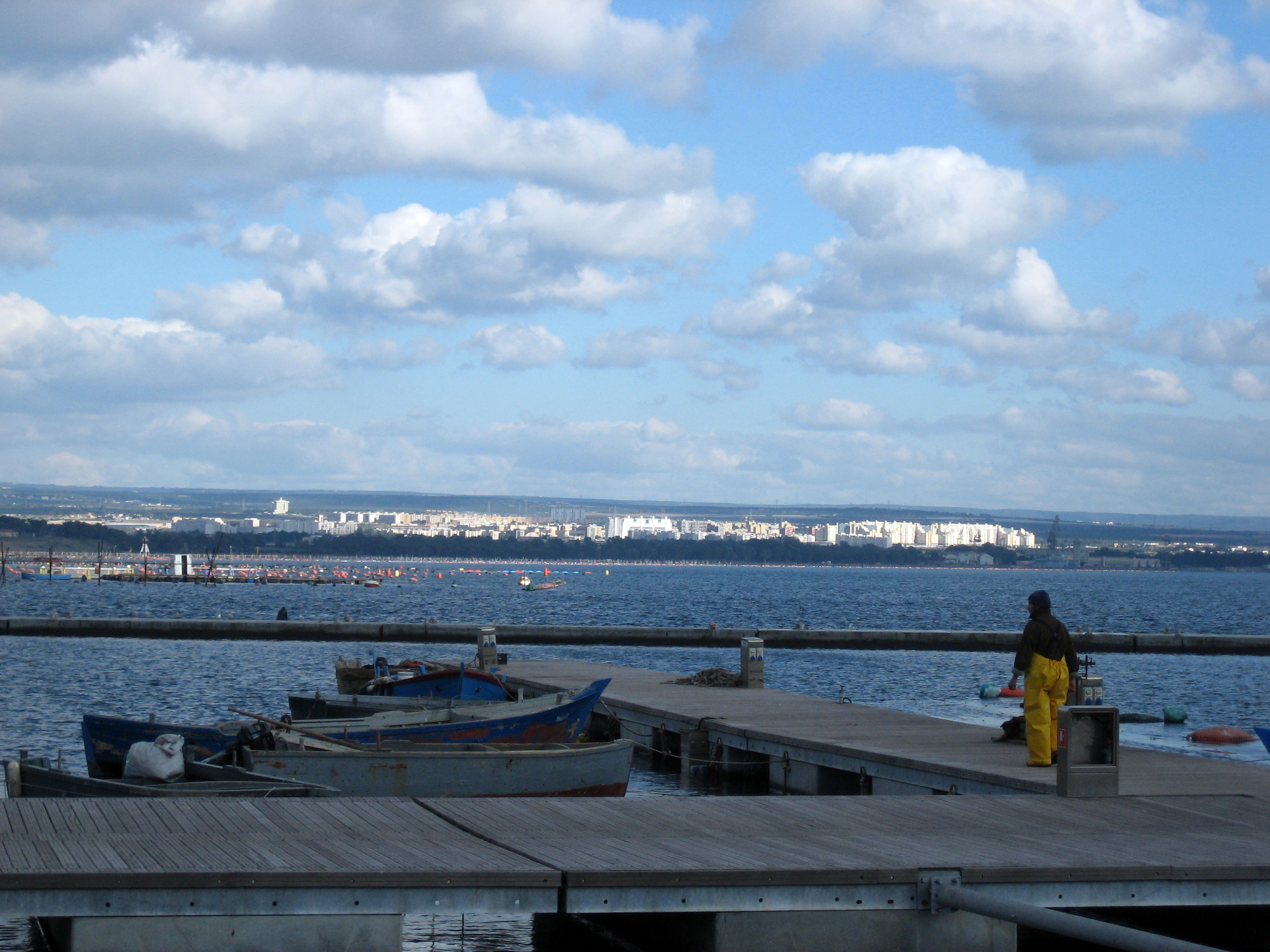
遠眺塔蘭托
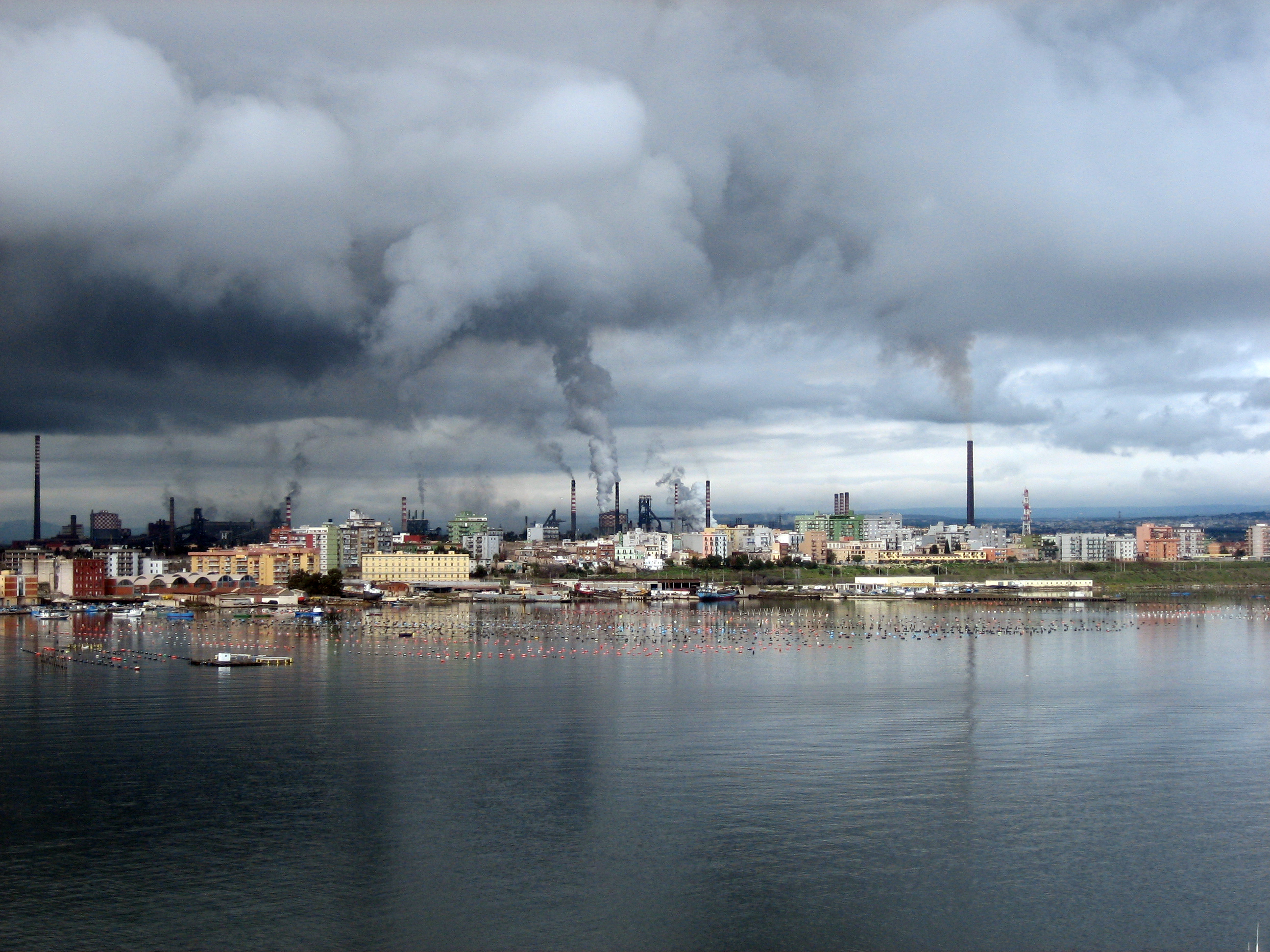
工廠黑煙

1. ↑  . Parliamentary Questions. European Parliament. 28 November 2007  [11 August 2011]. （原始内容存档于19 October 2012）.
2. ↑  Inventario nazionale delle emissioni e loro sorgenti (INES)
3. ↑  . TheGuardian.com. 18 August 2012  [17 December 2016]. （原始内容存档于27 June 2017）.
4. ↑  . thelocal.it. AFP. 25 December 2014  [27 August 2017]. （原始内容存档于28 August 2017）.
5. ↑  Kemp, Danny. . Phys.org. 20 January 2016  [27 August 2017]. （原始内容存档于28 August 2017）.